# Roland Habersetzer
Habersetzer Roland, es un artista marcial francés nacido en 1942, un historiador en las artes marciales japonesas y chinas. Actualmente jubilado, enseñó durante 37 años de la historia y geografía en la escuela secundaria francesa. Máster en varios estilos de artes  marciales, es también autor de numerosos libros de referencia sobre artes marciales.

Roland Habersetzer

Está casado con Gabriela Habersetzer, con quien ha escrito algunos libros.

## Libros

### Novelas
- Li,mensajero del miedo, de publicación de Treviso, 1976, 266 p.
- Rebeldes del Yangtsé,Bastberg Editorial, 1996, 202 p.
- Thedeath rowBastberg Editorial, 1996, 189 p.
- La DevilsKai-fong, Pigmalión, 1977
- La DevilsKai-Fong, Bastberg Editorial, 1996, 191 p.
- El traje del guerrero, Alsacia, y otros. Inscripción de nuevos senderos, 1978, 216 p.
- El coll Warriordress, Fleurus. Inscripción de nuevos senderos, 1992, 216 p.

### General títulos en artes marciales
- Enciclopedia de las Artes Marciales de laExtremo Oriente, Amphora, 2000, 816 p.
- Enciclopedia de artes marciales técnica, histórica, biográfica y cultural del Lejano Oriente,con Gabrielle Habersetzer, Amphora, et al. Enciclopedia de las artes marciales, 4 ×10{{{1}}} ed., 2004, 880 p.
- Lucha contra lacon las manos desnudas: Historia y tradiciones en el Lejano Oriente, Amphora, et al. Enciclopedia de las Artes Marciales, 1998, 192 p.
- Bubishi: En la raíz de karate-do, Amphora, 1995, 239 p. (Rééd. 1997: p. 232)
- Bubishi: En la fuente de theKarate, Budo Ediciones, 2007, 254 p.
- ' Escritos en el budo, Amphora, et al. Enciclopedia de las Artes Marciales, 1997, 206 p.

### Karate
- Enseñe a yourselfkarate, con D. Coquery, Eyrolles, 1968, 64 p. (Rééd. 1971)
- El karate Guidemarabout, morabito, 1969, 413 p. (Rééd. 1975, 1978: 404 p., 1984, 1987)
- El Karate Wado Ryu Técnica, Flammarion, 1968, 158 p. (Rééd. 1974, 1976, 1992, p. 157)
- Karate-do: técnicas básicas, los ataques, la competencia, Amphora, 1969, 495 p. (Rééd. 1972, 1974, 490 p., 1976, 1978: 495 p., 1984, 1986)
- Karate-do, volumen 1: Principios básicos y técnicas, Amphora, 1986 (rééd. 1988)
- Karate-do, volumen 2: técnicas avanzadas y la preparación para cinturón negro, Amphora, 1986
- Karate-do, kata, básico y avanzado: Shorin-Ryu, Shotokan, Wado-Ryu,Ánfora, 2 ×10{{{1}}} ed, 1980, 469 pág.
- Shotokan Karate-do,kata senior, Amphora, 1983, 246 p.
- Karate-do kata, Volumen 1: kata Shotokan básico, avanzado, superior, Amphora, 1990
- Karate-do kata, Volumen 1: kata Shotokan, Amphora, et al. Enciclopedia de las Artes Marciales, 1997, 496 p.
- Karate-do kata, Volumen 2: Wado Goju Kata Shito, Amphora, et al. Enciclopedia de las Artes Marciales, 1997, 328 p.
- Karate-do kata, Volumen 3: Koshiki-no-kata, Amphora, et al. Enciclopedia de las Artes Marciales, 1994, 302 p. (Rééd. 1997: p. 304)
- Karate-do: Desde principiantes hasta cinturón negro, Amphora, 1983 (rééd. 1997: p. 464)
- La práctica de Karate: Desde el principiante hasta el cinturón negro, Amphora, et al. Enciclopedia de las Artes Marciales, 2003, 464 p.
- Karate 1: El éxito de los cinturones amarillo, naranja, verde, Amphora, et al. libros de artes marciales, 1999, 128 p.
- Karate 2: El éxito de los cinturones de color azul, marrón, negro, Amphora, et al. libros de artes marciales, 1999, 128 p.
- Karate 3: Paso de los combates, Amphora, et al. Enciclopedia de las Artes Marciales, 1999, 128 p.
- Juvenil de Karate:La técnica y la pedagogía, Amphora, 1986
- JuventudKarate principiante hasta Cinturón Negro, Amphora, et al. Enciclopedia de las Artes Marciales, 1994
- ' Karate para jóvenes Ánfora, et al. Enciclopedia de las Artes Marciales, 1997, 254 p. (Rééd. 2003: p. 256)
- Karate Kata: El 30 de kata shotokan, Amphora, et al. Enciclopedia de las Artes Marciales, 2004, 480 p.
- Karatetradición, Amphora, 1984, 133 p.
- Budoscope, Volumen 1: Descubriendo theKarate, Amphora, 1997
- Cinturón Negro de Karate:MMA Estrategia, Amphora, 1975, 238 p.
- Karate Cinturón Negro: Técnicas y estrategia de lucha contra superiores, Amphora, 1980, 270 p. (Rééd. 1983)
- ' Karate Cinturón Negro Ánfora, de 1985, 270 p.

### Judo
- IntroductionJudo con Tadao InOGE, Amphora, et al. libros de artes marciales, 2001, 128 p.
- Desarrollo de Judo: Cinturones azul, marrón, negro,con Tadao InOGE, Amphora, et al. libros de artes marciales, 2001, 128 p.
- La práctica de Judo: Desde principiante hasta Cinturón Negro(ADAP), Tadao InOGE, Amphora, et al. Enciclopedia de las Artes Marciales, 1995 (rééd. 1997: p. 334, 2002: p. 400)
- Kata de Judo: Las formas clásicas de Kodokan(adaptación), Tadao InOGE, Amphora, et al. Enciclopedia de las Artes Marciales, 1997, 352 p. (Rééd. 2007: p. 351)
- Budoscope, Volumen 2: Aprenda Judo, Amphora, 1997, 112 p.

### Kobudo
- Budoscope, Volumen 11-12: Descubriendo el Ko-Budo Okinawa, Amphora, 1992, 168 p.
- Ko-Budo: Las técnicas de las armas de Okinawa,Ánfora, 1978, 331 p.
- Ko-budo: las armas de Okinawa - Volumen 1, Sai, Amphora, 1985
- Ko-Budo: Las armas de Okinawa - Volumen 2, Nunchaku y tonfa, Amphora, 1986, 159 p.

Ánfora Tomo 3, Bo, de 2000, 157 p. - Las armas de Okinawa: *Ko-Budo

### Tai ji quan
- Tai Ji Quan:Deporte y Cultura, Amphora, 1991, 205 p. (Rééd. 1997: p. 206)
- Tai Ji Quan: Formas Yang, Amphora, et al. Enciclopedia de las Artes Marciales, 1998, 224 p.
- La práctica de Tai Ji Quan: estilo Yang Presione Handsand, con Serge Dreyer, Amphora, et al. Enciclopedia de las Artes Marciales de 2009, 367 p.

### Kung fu
- 'Tao de Kung-Fu, Amphora, 1989, 319 p. (Rééd. 1997: p. 320)
- Kung FuPygmalion, 1976, 399 p.
- Kung Fu: Tres mil años de historia de las artes marciales chinas,Pigmalión, 2001, 251 p.
- Kung-Fu Wu-Shu técnicas de boxeo chino, Amphora, 1979
- Kung Fu:el arte y la técnica, Amphora, 1982, 205 p.
- Shu kung-fu wu-: de principiantes a expertos,Ánfora, 1996, 231 p.
- Kung Fu: desde principiantes a expertos,Ánfora, et al. Enciclopedia de las Artes Marciales, 1997, 232 p.
- Kung-Fu (Wushu) la práctica: de principiantes a expertos,Ánfora, et al. Enciclopedia de las Artes Marciales, 2006, 511 p.
- La lucha de Kung-fu, Amphora, 1986, 239 p.
- Original Kung Fu: La epopeya de la mano de hierro, Amphora, 1985, 157 p.
- Kung Fu, la saga del puño de theiron, de bolsillo, 1998
- Budoscope, Volumen 6:Kung-Fu, Amphora, 1997, 120 p.

### Autodefensa
Theselfdefense *, Gerard André morabito, de 1970
- La legítima defensa en 178 dibujos y fotografías, 245,Gerard Andre, morabito, 1974, 285 p.
- El morabito Guía de legítima defensa, morabito, 1978, 221 p.

* Defensa para todo: con las manos, Amphora, 1984, 198 p.
- La defensa propia defensa técnicas con las manos vacías para todos, Amphora, et al. Enciclopedia de las Artes Marciales, 1989, 198 p. (Rééd. 1997: p. 200)
- Auto-Defensa, 80clave para el éxito, Amphora, et al. libros de artes marciales, 1999, 128 p.
- Práctica de Autodefensa: Realismo, eficiencia, control, Amphora, et al. Enciclopedia de las Artes Marciales, 2008, 287 p.

### Otros
- : Mi Camino Marcial, Amphora, et al. Enciclopedia de las Artes Marciales, 2007, 336 p.T engu
- Acción de Armas de Fuego de disparo: Know-how, el deporte, el ocio,Ánfora, et al. Enciclopedia de las Artes Marciales de 2009, 350 p.
- Budoscope, Tomo 9: Iai-Do, con J. Lobo y S. Santoro, Amphora, 1997, 128 p.
- Iaido: El arte de dibujar la espada, Ediciones Budo, 2009, 143 p.
- ' Nin-jutsu, Amphora, 1997
- Nin-Jutsu: El mundo de Ninja..., con Kondo y Watanabe Walter Rausch, Amphora, et al. Enciclopedia de las Artes Marciales, 2003, 304 p.
- Tonfa: arte marcial, técnica de intervención, Amphora, et al. Enciclopedia de las Artes Marciales, 1997, 142 p.
- LaGuía morabito ju-jitsu y kiai, 1978, 201 p.
- Budoscope, Volumen 5: Ju-Jitsu,Ánfora, 128 p.
- Budoscope, Volumen 14: Descubre Shorinji Kempo-, Amphora, 1997, 144 p.
- Chi Kung (Qigong): Control del interior de la energía, Amphora, et al. Enciclopedia de las Artes Marciales, 1997, 200 p. (Rééd. 2001: p. 197)
- Unidades preparatorias y complementarias a las artes marciales, Amphora, 1997, 192 p. (Rééd. 2000)
- Historias Samurai: Las historias de los tiempos heroicos, Ediciones Budo, 2007, 267 p.
- El Amanecer de Oro: Ronin Ánfora Samuraifamous, 1997, 263 p.